# Попендзина
Попендзина (пол. Popędzyna) — село в Польщі, у гміні Щурова Бжеського повіту Малопольського воєводства.
Населення — 38 осіб (2011).
У 1975-1998 роках село належало до Тарновського воєводства.

## Демографія
Демографічна структура станом на 31 березня 2011 року:
|          | Загалом | Допрацездатний вік | Працездатний вік | Постпрацездатний вік |
| -------- | ------- | ------------------ | ---------------- | -------------------- |
| Чоловіки | 20      | 4                  | 15               | 1                    |
| Жінки    | 18      | 4                  | 12               | 2                    |
| Разом    | 38      | 8                  | 27               | 3                    |